# یک استخر ماه‌شکل
یک استخر ماه‌شکل (به انگلیسی: A Moon Shaped Pool) آلبومی از گروه موسیقی راک بریتانیایی، ریدیوهد است که در ۸ مه ۲۰۱۶ با تهیه‌کنندگی نایجل گادرک منتشر شد.

## فهرست آهنگ‌ها
| شماره | نام                                                   | مدت  |
| ----- | ----------------------------------------------------- | ---- |
| ۱.    | «جادوگر را بسوزان»                                    | ۳:۴۰ |
| ۲.    | «خیال‌بافی»                                            | ۶:۲۴ |
| ۳.    | «عرشه‌های تاریک»                                       | ۴:۴۱ |
| ۴.    | «دیسک‌های جزیره بیابانی»                               | ۳:۴۴ |
| ۵.    | «وقفه کامل»                                           | ۶:۰۷ |
| ۶.    | «چشمان شیشه‌ای»                                        | ۲:۵۲ |
| ۷.    | «آیدنتیکیت»                                           | ۴:۲۶ |
| ۸.    | «عددها»                                               | ۵:۴۵ |
| ۹.    | «زمان حال»                                            | ۵:۰۶ |
| ۱۰.   | «خیاط خانه‌به‌دوش سرباز ملوان مرد پولدار فقیر گدای دزد» | ۵:۰۳ |
| ۱۱.   | «عشق واقعی صبر می‌کند»                                 | ۴:۴۳ |

## دست‌اندرکاران
ریدیوهد
- تام یورک - وکال، گیتار، سینث‌سایزر، پیانو
- جانی گرینوود - گیتار، ساختن بخش‌های مربوط به سازهای زهی
- اد اوبراین - گیتار، افکت
- کالین گرینوود - گیتار بیس
- فیل سلوی - درام

سایر دست‌اندرکاران
- نایجل گادریچ – تهیه‌کننده
- استنلی دان‌وود – آرت‌ورک
- هیو برنت – کنداکتور[۱]
- ارکستر موسیقی معاصر لندن – سازهای زهی[۱]